# スンバワ島

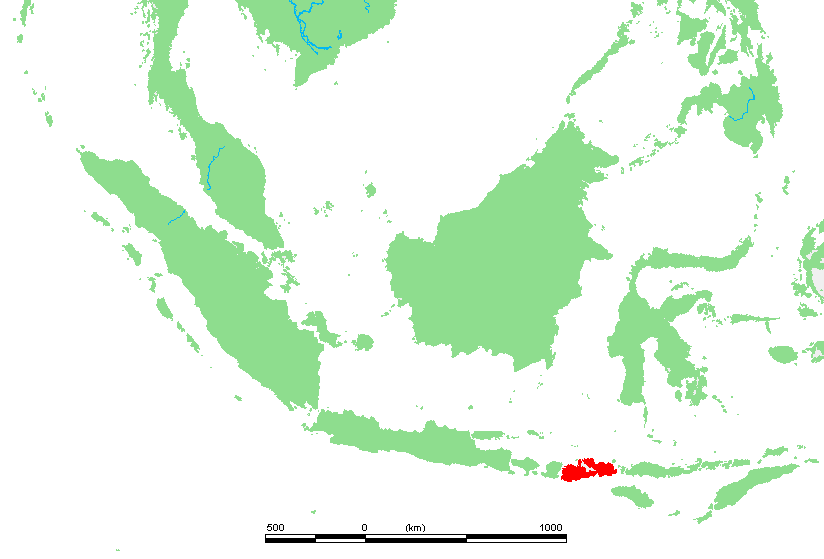
スンバワ島の位置

スンバワ島（スンバワとう、インドネシア語: Pulau Sumbawa）は、インドネシアの小スンダ列島に属し波上の卓状地からなる島。ロンボク島とフローレス島の間に位置し、西ヌサ・トゥンガラ州に属する。面積は15,448km2。人口100万人。

## 概要
スンバワ島は東西に細長く、島の西部にはスンバワ語（Basa Sembawa、インドネシア語: Bahasa Sumbawa）を話すスンバワ人が、東部にはビマ語（Nggahi Mbojo、インドネシア語: Bahasa Bima）を話すビマ人が住んでいて、それぞれ異なった歴史と文化を持っている。スンバワ語はロンボク島で話されているササク語と関係が深い。スンバワ人とビマ人はスラウェシ島のマカッサルから伝来したイスラム教を主に信仰している。

## 歴史
西スンバワの4つの王国が東ジャワのマジャパヒト王国に属国であった。オランダ人は、1605年に初めて来島。その後、マジャパヒト王国が滅び王族たちはバリ島に移り、王国が分裂するとそのうちの1つ、ゲルゲル王国にしばらく西スンバワは統治された。
環太平洋の火山帯に属し、火山が多く、北部のサンガル半島の中央部にそびえるタンボラ山 (2,850m) は、1815年に9万人以上の犠牲者を出す有史以来最大級の噴火（1815年のタンボラ山噴火）を起こし、4,000mあった標高が沈降し現在の高さになった。100立方キロメートルの灰が上層の大気に広がり、1816年は「夏のない年」と言われた。また、それ以前の噴火でタンボラ王国（英: Tambora Kingdom）として考古学者に言われている文明が破壊されたこともある。
そして、20世紀前半に初めて、オランダが統治することとなった。

## 産業
農耕地は17万haを有するが、長く続く乾季に耕作ができる灌漑可能な耕地は3万haしかない。北海岸は複雑な湾入を示しており、米、トウモロコシ、綿、タバコ、白檀、天然蜂蜜、パワン・メラ（紫小玉葱）などを産出し、そして馬の産地としても有名である。主要都市は西部のスンバワベサールと東部のビマ、ラバである。